# Piper multinodum
Piper multinodum är en pepparväxtart som beskrevs av C. Dc.. Piper multinodum ingår i släktet Piper och familjen pepparväxter. Inga underarter finns listade i Catalogue of Life.